# Тере-Холь
Тере-Холь — озеро на юго-востоке Тывы, Россия. Расположено в Тере-Хольской тектонической котловине на высоте 1300 метров. Площадь поверхности озера — 39,1 км². Площадь водосборного бассейна — 295 км². Структурно представляет собой довольно большое, но мелководное озеро с десятком островов.
Из озера вытекает река Салдам, левый приток Балыктыг-Хема. В Тере-Холь впадают небольшие реки Хольджух-Тих (с СЗ), Бажерганак (с З), Кунгур-Тук (с ЮВ). На Тере-Холе имеется остров, на котором сохранились остатки уйгурской крепости Пор-Бажын VIII века н. э. Остров с юго-восточным берегом озера соединяет свайный пешеходный мост длиной 1,3 километра.
Озеро входит в состав памятника природы «Озеро Тере-Холь».
В 1970-х — 1990-х годах на озере располагалась рыболовецкая артель, осуществлявшая мелкопромысловый лов леща, щуки.
В 6 км на ЮВ от озера расположен районный центр Тере-Хольского района (кожууна) село Кунгуртуг (Кунгур-Тук).

## Уточнения
1. ↑  На картах начала 1950-х годов отметка уровня озера была 1333 м (см. Бланковая карта СССР в масштабе 1:2500000. etomesto.com. Дата обращения: 4 января 2020.), акватория была в несколько раз больше современной и занимала всю западную половину Тере-Хольской тектонической котловины. В начале 1960-х годов на топографических картах отметка уровня озера составляла 1030,8 м, а очертания акватории были близки к современным. В начале 1980-х годов отметка уровня озера уже давалась на картах на уровне 1298 м, а горизонталь высотой 1300 м очерчивала всю западную часть Тере-Хольской котловины (в границах акватории начала 1950-х).